# Erice
Erice (från 1077 till 1934 Monte San Giuliano) är en ort och kommun i kommunala konsortiet Trapani, innan 2015 provinsen Trapani, och ligger på toppen av berget Erice längst ut i väster på Sicilien. Kommunen hade 27 655 invånare (2017). Erice gränsar till kommunerna Buseto Palizzolo, Paceco, Trapani, Valderice och Custonaci.
Erice har sitt historiska ursprung i karthagisk tid och var sedan förhistorisk tid en plats vigd åt fruktbarhetens gudinnor. Under antiken hette staden Eryx Det finns en borg från 1200-talet och annan medeltida bebyggelse, mängder av smala gränder och små innergårdar samt en fantastisk utsikt över omgivningarna.